# (18841) Hruška
18841 Hruska (1999 RL3) – planetoida z pasa głównego asteroid okrążająca Słońce w ciągu 4,16 lat w średniej odległości 2,59 j.a. Odkryta 6 września 1999 roku.